# The Midnight Mover
The Midnight Mover è un album di Wilson Pickett, pubblicato dalla Atlantic Records nel luglio del 1968.

## Tracce
Lato A
1. I'm a Midnight Mover – 2:23 (Wilson Pickett, Bobby Womack) – Registrato a Memphis, Tennessee, 4 marzo 1968
2. It's a Groove – 2:48 (Bobby Womack, Linda (Cooke) Womack) – Registrato a Memphis, Tennessee, 4 marzo 1968
3. Remember, I Been Good to You – 2:57 (Bobby Womack, Darryl Carter, Marica Tynes) – Registrato a Memphis, Tennessee, 4 marzo 1968
4. I'm Gonna Cry – 2:18 (Wilson Pickett, Don Covay) – Registrato a New York City, New York, 12 maggio 1964
5. Deborah – 3:06 (Pallavicini, Conte, Carl Sigman) – Registrato a New York City, New York, 4 gennaio 1968

Durata totale: 13:32
Lato B
1. I Found a True Love – 2:22 (Wilson Pickett, Bobby Womack) – Registrato a Memphis, Tennessee, 4 marzo 1968
2. Down by the Sea – 2:54 (Wilson Pickett) – Registrato a New York City, New York, 4 gennaio 1968
3. Trust Me – 3:10 (Bobby Womack) – Registrato a Memphis, Tennessee, 4 marzo 1968
4. Let's Get an Understanding – 2:09 (Wilson Pickett, Bobby Womack, Darryl Carter) – Registrato a Memphis, Tennessee, 4 marzo 1968
5. For Better or Worse – 2:52 (Wilson Pickett, Don Juan Mancha) – Registrato a New York City, New York, 12 maggio 1964

Durata totale: 13:27

## Formazione
- Wilson Pickett - voce
- Arif Mardin - tastiera, pianoforte, organo
- Carl Lynch - chitarra
- Ronald Miller - chitarra
- Jerry Jemmott - basso
- Bernard Purdie - batteria
- Melvin Lastie - tromba
- Joe Newman - tromba
- King Curtis - sassofono tenore
- Joe Grimaldi - sassofono baritono